# Acrolophus ridicula
Acrolophus ridicula är en fjärilsart som beskrevs av Edward Meyrick 1913. Acrolophus ridicula ingår i släktet Acrolophus och familjen Acrolophidae. Inga underarter finns listade i Catalogue of Life.